# Petrus en Pauluskerk (pastorie)
De voormalige  Pastorie van de Petrus en Pauluskerk  is een gemeentelijk monument aan het Kerkplein 1 in Soest in de provincie Utrecht.
Het pand staat op de hoek van het Kerkplein met de Steenhoffstraat. In 1852 werd de pastorie tegelijkertijd met de Petrus en Pauluskerk gebouwd. Vanuit de pastorie is er een doorgang naar de kerk. De Leidse architect Theo Molkenboer maakte het ontwerp voor de neoclassicistische gebouw. 
De voorzijde is symmetrisch ingedeeld. Aan weerszijden van de paneeldeur zijn twee hoge schuifvensters met zesruits onderramen, net als in de rechter bepleisterde zijgevel. In 1957 werd een aanbouw gemaakt aan de achterzijde. Op de hoeken van het vierkante gebouw staan schoorstenen. 
In 1978 werd het pand verbouwd tot muziekschool. Sinds 2015 heet deze muziekschool de Johann Sebastian Bachschool.